# Massapequa
Massapequa – jednostka osadnicza w Stanach Zjednoczonych, w stanie Nowy Jork, w hrabstwie Nassau.
Urodził się tutaj William Baldwin, amerykański aktor.